# Geode (procesor)

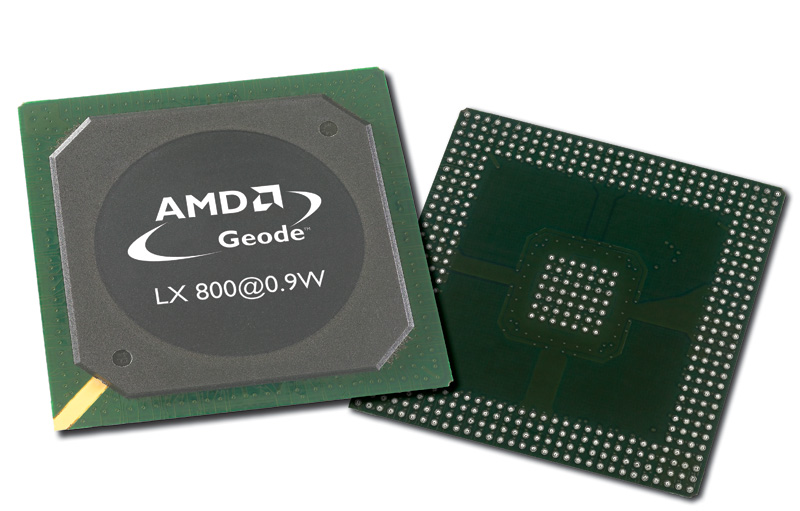
Procesorul AMD Geode LX 800 (500MHz, 0.9W)

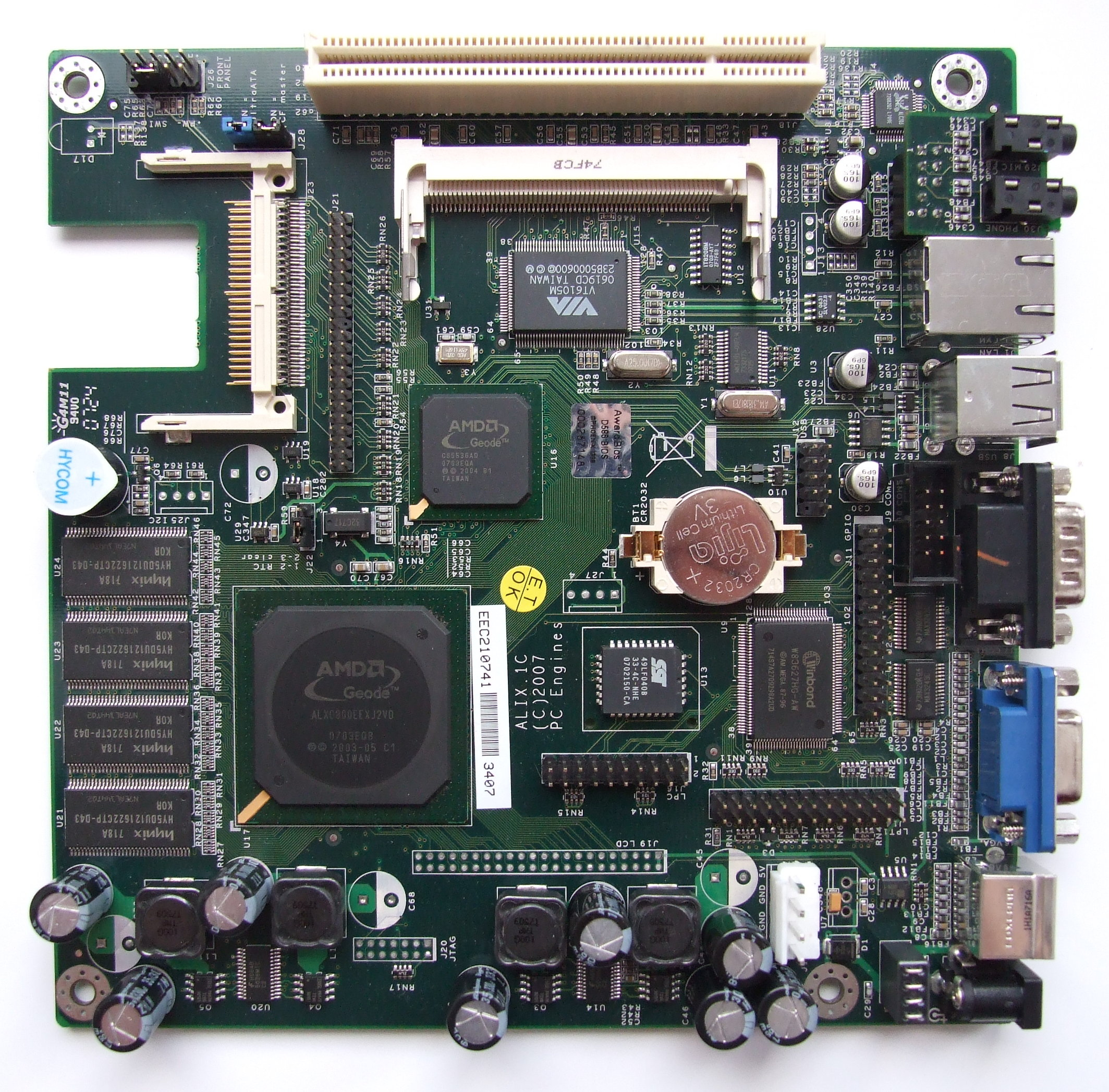
O placă Mini-ITX cu un procesor AMD Geode LX 800, un slot PCI, o interfață IDE și 256 MB de memorie RAM

Geode reprezintă o serie de microprocesore cu arhitectura x-86 de tip system-on-a-chip, care sunt destinate pentru piața de sisteme embedded.
Seria a fost lansată în anul 1999 de către National Semiconductor sub numele de familia Geode. Nucleul procesorului Geode este derivat de la platforma Cyrix MediaGX, care a fost achiziționată în urma fuzionării a National Semiconductor cu Cyrix în anul 1997. În august 2003, AMD a cumpărat această serie de microprocesoare de la National Semiconductor, motivând că AMD trebuie să-și extindă linia de procesoare embedded pe arhitectura x-86. AMD a extins seria Geode în două clase de procesoare: MadiaGX - derivat de la Geode GX și LX, și recentele modele Athlon derivate Geode NX.  
Procesoarele Geode au un preț redus și sunt optimizate pentru un consum redus de energie electrică care oferă o compatibilitate pentru aplicațiile scrise pentru platforma x-86. Procesoarele derivate MediaGX duc lipsa de caracteristici moderne ca setul de instrucțiuni SSE, nivelul 1 de cache integrat pe matrița procesorului, dar toate aceste caracteristici sunt disponibile la procesorul Athlon derivat Geode NX. Procesoarele Geode pot integra în sine unele funcții care în mod normal sunt oferite de către un chipset separat, cum ar fi puntea de nord (en:North Bridge). Familia de procesoare Geode este cea mai potrivită soluție pentru arhitectura thin-client.